# Miserere (album)
Miserere – album studyjny Karjalan Sissit, wydany 3 września 2002 roku przez wytwórnię Cold Meat Industry.

## Lista utworów
1. „Pig Society” – 2:31
2. „Haarschnitt” – 4:42
3. „Inner Pain” – 5:09
4. „Den Bittra Mannen” – 5:24
5. „Dagen Då Fingrarna Gick Av I Fabriken” – 4:08
6. „Requiem” – 4:20
7. „Discipline Now” – 3:55
8. „She Was A Whore Anyways” – 4:26
9. „Symphony 2: Finlandia Messe” – 3:09